# Swirlds
Swirlds(スワールズ)は、Swirlds, Incが提供する分散型アプリケーション用のプラットフォーム。

## 概要
Swirldプラットフォームは同社開発の「Hashgraph」という技術を使用していて、仮想通貨等に使用されているブロックチェーンと比較すると処理速度、公平性、コスト、堅実性、信頼性、セキュリティなどの面で大幅に優れていると主張している。

| サブスタブ | この項目は、まだ閲覧者の調べものの参照としては役立たない、書きかけの項目です。この項目を加筆・訂正などしてくださる協力者を求めています。このテンプレートは分野別のサブスタブテンプレートやスタブテンプレート（Wikipedia:分野別のスタブテンプレート参照）に変更することが望まれています。 |